# Ewa Leśniak
Ewa Maria Leśniak (ur. 12 czerwca 1952 w Katowicach) – polska aktorka teatralna i filmowa. 

## Życiorys
W 1975 ukończyła studia na PWST w Krakowie. 
Występowała w następujących teatrach:
- Teatr Polski w Bielsku-Białej (1975–1977),
- Teatr Zagłębia w Sosnowcu (1977–1980, 2001–2008),
- Teatr Rozrywki w Chorzowie (1980–1981),
- Teatr Śląski im. Stanisława Wyspiańskiego w Katowicach (1981–2001, 2008– ).

Wiceprezes Związku Artystów Scen Polskich. W latach 90. prowadziła w katowickiej telewizji teleturniej dla dzieci Zgadula.

## Życie prywatne
Żona aktora Wojciecha Leśniaka. Siostra aktorki Jolanty Niestrój-Malisz.

## Role teatralne
Teatr Polski Bielsko-Biała
- 1975: Kordian (Jedna z tłumu)

Teatr Zagłębia – Sosnowiec
- 1978: Skok Z Łóżka (Jacqueline Boudevant)
- 1978: Czarne Skrzydła (Rola Leonora)
- 1979: Opera za trzy grosze (Polly Peachum)
- 1980: Na Dnie (Nastia)
- 1998: Las (Raisa Pawłowna)
- 2001: Fantazy (Hrabina Idalia)
- 2002: Wesele (Radczyni)
- 2002: Kram z piosenkami
- 2002: Ferdydurke (Ciotka Hurlecka)
- 2003: Prywatna Klinika (Mildred)
- 2003: Antygona (Eurydyka, Jedna Z Chóru)
- 2003: Edith i Marlene (Marlene)
- 2004: Ślub (Dama Dworu)
- 2004: Moralność pani Dulskiej (Pani Dulska)
- 2004: Świętoszek (Pani Pernelle)
- 2005: Hamlet (Gertruda)
- 2005: Kopciuszek (Kopciuszek)
- 2005: Rialto, Znaczy Most – Czyli...
- 2005: Kandyd, czyli optymizm (Stara)
- 2006: Dziady część III (Dama II)
- 2006: Tańce (Kate)
- 2006: Mistrz i Małgorzata (Sprzedawczyni, Redaktorka)
- 2007: Wyzwolenie (Muza, Maska VII)
- 2007: Krzesiwo (Dama I)
- 2007: Kubuś Fatalista i jego pan (Dewotka Siostrzenica, Gospodyni)
- 2008: Balladyna (Wdowa)

Teatr Śląski im. Wyspiańskiego – Katowice
- 1985: Dom Otwarty (Pulcheria)
- 1985: Król IV (Woźna)
- 1986: Zadig albo zagadki miłości (Missuf)
- 1987: Czego nie widać (Belinda Blair)
- 1987: Iwona, Księżniczka Burgunda (Iza)
- 1987: Hamlet (Aktor-Dziewczyna)
- 1988: Pokojówki (Solange)
- 1988: O mój rozmarynie
- 1989: Sługa dwóch Panów (Beatrice)
- 1989: Rewizor (Żona Ślusarza)
- 1991: Wesele Figara (Marcelina)
- 1992: Porwanie Sabinek (Weronika)
- 1992: Próby dla siedmiu (Aktorka C)
- 1992: Czarodziejski Flet (Papagena)
- 1992: Kram Karoliny (Pamela)
- 1993: Spoon River
- 1993: Sexualne zło
- 1994: Listy miłosne Gurney (Melissa)
- 1994: Scenariusz dla trzech aktorów (Pie)
- 1995: Dzień dobry i do widzenia (Hester Smit)
- 1995: Wesołego powszedniego dnia (Kobieta)
- 1996: Chłop milionerem (Furia II)
- 1996: Wrózby Kumaka (Erna Brakup)
- 1996: Polska Chorągiew
- 1997: Co mój mąż robi w nocy. Piosenki międzywojennego kina (Mira – Gwiazda)
- 1998: Amfitrion (Rola Kleantis)
- 1999: Żelazna Konstrukcja (Karina De Valmont)
- 1999: Intryga i miłość (Żona Millera)
- 2000: Po Deszczu (Dyrektorka)
- 2008: Polterabend (Tekla)
- 2016: Antygona w Nowym Jorku (Policjant)

Teatr Muzyczny – Gliwice
- 2000: 101 Dalmatyńczyków (Cruella De Mon)
- 2001: Oklahoma!

Teatr Elsynor – Dąbrowa Górnicza
- 2001: Zabić Was to mało

Trzebiński Impresariat Artystyczny – Trzebinia
- 2006: Edith i Marlene (Marlene Dietrich)

Teatrz Korez
- 2009 Dietrich i Leander (Zarah Leander)[3]

## Filmografia
- 1981: Anna i wampir (Jolanta Nowak, kolejna ofiara Marchwickiego)
- 1982: Odlot (Urzędniczka)
- 1982: Blisko, coraz bliżej odc. 3–4 (Gerda Pasternik, żona Teodora)
- 1983: 6 milionów sekund odc. 12–14 (wychowawczyni)
- 1983: Złe dobrego początki... (żona Leśniczego)
- 1983: Wakacje z Madonną
- 1986: Budniokowie i inni
- 1987: Sławna jak Sarajewo (Kozubowa)
- 1988: Banda Rudego Pająka odc. 5 (sekretarka dyrektora kopalni)
- 1989: Triumf ducha/Triumph of the spirit (Kapo Hilda)[4]
- 2002: Pokolenie 2000 odc. Moje miasto (Sąsiadka Jezierska)
- 2003: Sąsiedzi, odc. 18 (Ania, prowadząca zebranie Osiedlowego Klubu Kulturalnego)
- 2005: Sąsiedzi, odc. 59 (Ania, przyjaciółka Patrycji)
- 2007–2009: Klan (Irena Nowak, właścicielka mieszkania, które wynajmował Jerzy Chojnicki, matka Donaty Słomki)
- 2009: Zgorszenie publiczne
- 2009: Plebania odc. 1231 (kioskarka)
- 2011: Dziady (Kmitowa, Jenerałowa)
- 2012: Piąta pora roku (żona Bogdana)
- 2014: Wataha odc. 2, 5 (dyrektorka ośrodka)
- 2017: Wujek.81. Czarna Ballada (Mamokowa)
- 2018: Mecenas Lena Barska (Maria Sokołowska, mama Maćka)
- 2019: Miłość na zakręcie odc. 50, 53, 56–57, 60
- 2019–2020: Echo serca odc. 19–25, 27, 33, 36, 38 (stażystka Kazimiera Leśniak)
- 2023: Lokatorka II odc. 1–4 (Cela)
- 2024: Rzeczy niezbędne (starsza sąsiadka)

## Spektakle Teatru TV
- 1983: Niobe (Kobieta Z chóru)
- 1983: Wygnańcy (Beatrice Justice)
- 1984: Retro (Ludmiła)
- 1985: Wyrok (Praczka II)
- 2011: Dziady (Kmitowa, Jenerałowa)
- 2011: Iwona, księżniczka Burgunda (Ciotka)
- 2012: 5 razy Albertyna (Albertyna sześćdziesięcioletnia)
- 2013: Piąta strona świata (Marianna)
- 2013: Polterabend (Tekla)
- 2017: Wujek.81. Czarna Ballada (Mamokowa)
- 2023: Hotel Korfanty (Wilka / Henri Le Rond)

## Ordery i odznaczenia
- Krzyż Oficerski Orderu Odrodzenia Polski (18 grudnia 2019)[5]
- Złoty Krzyż Zasługi (1999)
- Srebrny Krzyż Zasługi (1985)
- Srebrny Medal „Zasłużony Kulturze Gloria Artis” (10 października 2013)[6]
- Odznaka „Za zasługi dla województwa katowickiego” (1986)

Źródło:.

## Nagrody i wyróżnienia
- śląska „Złota Maska” (1980)
- śląska „Złota Maska” za rolę Ewy w Seks-tecie Mistrza Rosińskiego w Teatrze Śląskim im. Wyspiańskiego w Katowicach (1991)
- śląska „Złota Maska” za rolę Brakup we Wróżbach kumaka w Teatrze Śląskim im. Wyspiańskiego w Katowicach (1997)
- nagroda aktorska na XX Ogólnopolskim Festiwalu Komedii Talia w Tarnowie za rolę swatki Fiokły w spektaklu Ożenek (2017)

Źródło:.